# Cherut
Cherut (hebräisch חֵרוּת deutsch ‚Freiheit‘, englisch Herut, eigentlich תְּנוּעַת הַחֵרוּת Tnūʿat haCherūt, deutsch ‚Freiheitsbewegung‘) war von 1948 bis 1988 die Parteiorganisation des Revisionistischen Zionismus in Israel. Diese konservativ-nationalistische Bewegung war in den ersten drei Jahrzehnten nach der Staatsgründung die stärkste Oppositionspartei zur regierenden israelischen Arbeitspartei. Zusammen mit der Liberalen Partei und kleineren Mitte-rechts-Parteien bildete Cherut ab 1973 den Likud-Block und kam 1977 unter Führung Menachem Begins erstmals an die Regierung. 1988 löste sich die Cherut zugunsten des Likud auf.

## Geschichte

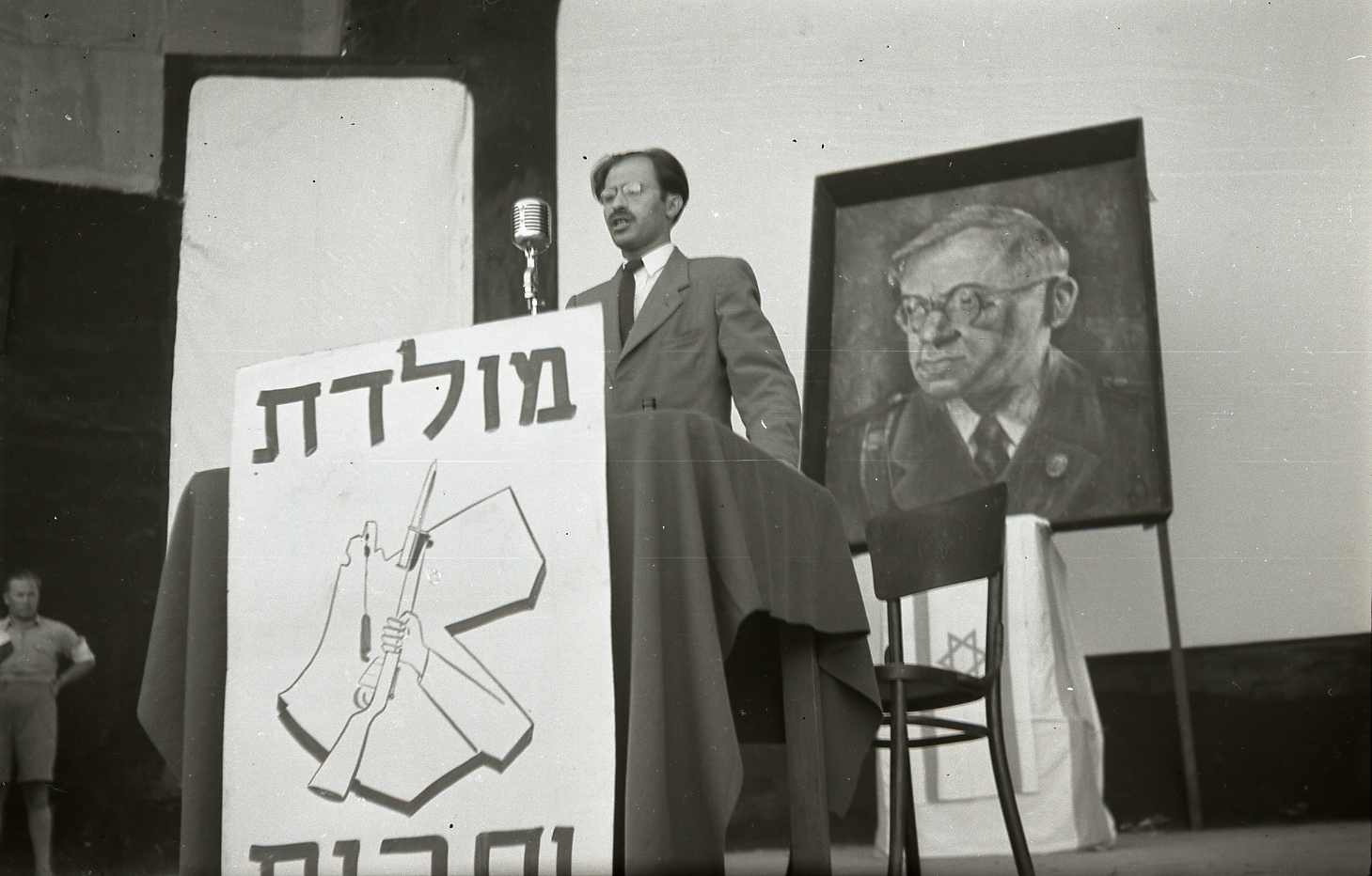
Menachem Begin spricht bei einer Parteiveranstaltung, im Hintergrund ein Bild von Zeʾev Jabotinsky (1948)

Cherut wurde 1948 durch Menachem Begin als politischer Nachfolger der Untergrundorganisation Irgun gegründet, die unter anderem für den Anschlag auf das König-David-Hotel in Jerusalem im Jahre 1946 verantwortlich war. Die Gründung der Partei stellte eine Herausforderung für die Partei Hatzohar (הצה"ר; Allianz der Revisionistischen Zionisten) dar, die 1925 von Begins Vorgänger Zeʾev Jabotinsky initiiert worden war. Hatzohar löste sich nach ihrem Misserfolg bei der ersten Knesset-Wahl 1949 zugunsten der Cherut auf.
Anlässlich von Begins Besuch in New York City verglichen in einem Leserbrief, der am 4. Dezember 1948 in der New York Times veröffentlicht wurde, über 20 jüdische Intellektuelle, darunter Albert Einstein und Hannah Arendt, die Cherut mit „nationalsozialistischen und faschistischen Parteien“.
In der ersten Knesset war die Cherut mit 14 Sitzen nur eine der mittelgroßen Parteien. Die Partei hatte den Ruf, außerhalb des gemäßigten israelischen Mainstreams zu stehen, und David Ben-Gurion sagte in einem bekannten Zitat, er würde mit jeder Partei außer der Cherut und der kommunistischen Maki koalieren. Ben Gurion vermied es auch, Begin bei seinem Namen zu nennen, sondern verwies stattdessen auf „das (Knesset-)Mitglied, das neben Herrn Dr. Bader sitzt“.

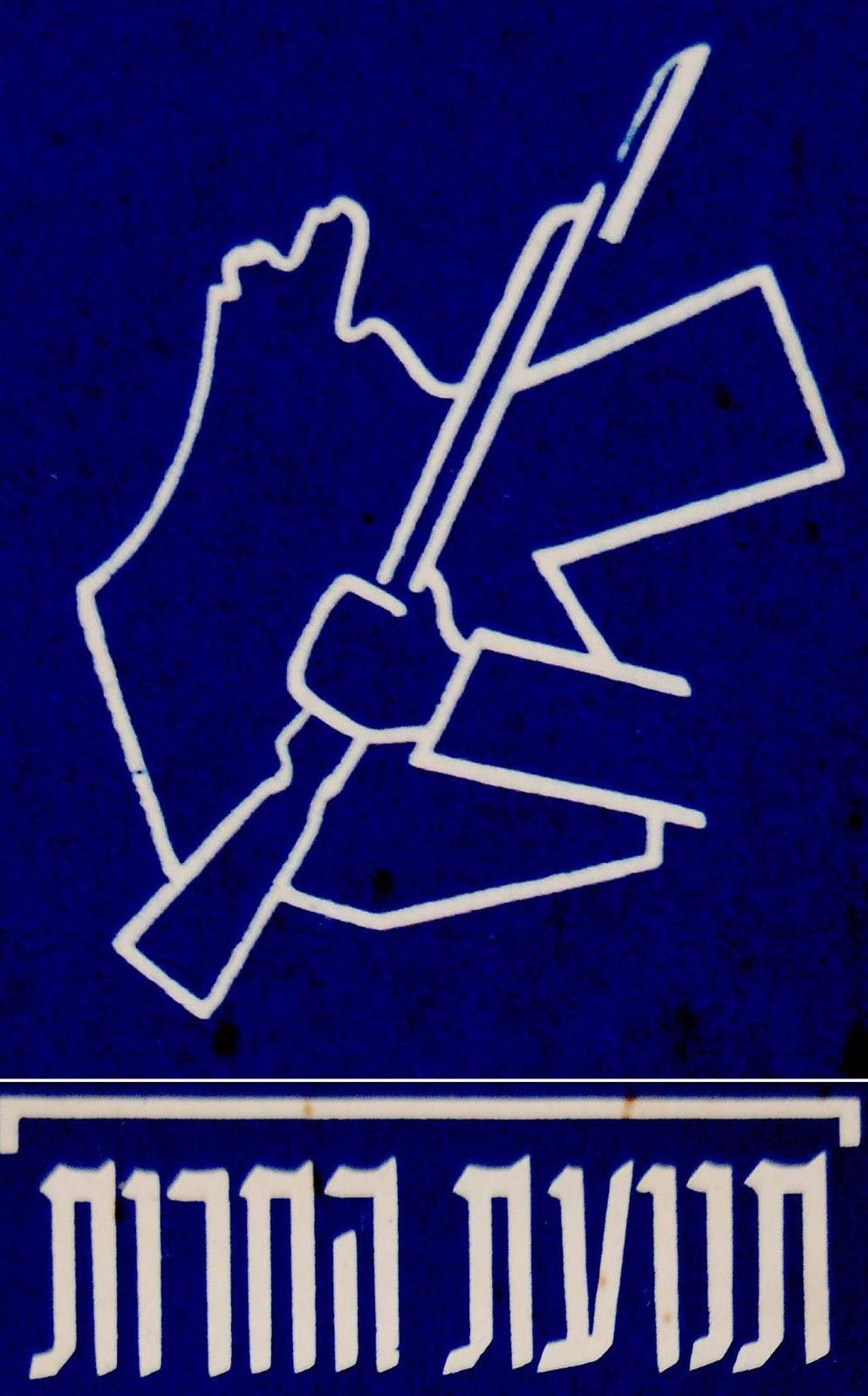
Mitgliedsausweis der Cherut (1956)

Die Partei wuchs in der Folge leicht, vorrangig aus einer Ablehnungshaltung der misrachischen Israelis gegenüber der Arbeitspartei heraus. In den Jahren 1951 und 1952 nahm die Cherut eine ablehnende Haltung gegenüber dem Luxemburger Abkommen mit Deutschland ein und konnte aufgrund der verbreiteten Ablehnung dieses Wiedergutmachungsabkommens an Popularität gewinnen. Im Jahre 1965 wurde die Partei zwar mit der Liberalen Partei Israels zum Gachal-Block vereinigt, sie behielt aber auch dann ihre eigenen Strukturen bei und dominierte das neue Bündnis. Die zuvor wegen ihrer terroristischen Vergangenheit geächtete Cherut erfuhr durch die Allianz mit den gemäßigten Liberalen einen bedeutenden Legitimitätsschub. Im Zuge des Sechstagekriegs und des Anwachsens nationalistischer Tendenzen im Jahre 1967 brachte der Gachal-Block (und damit die Cherut) bereits 22 Sitze in eine Große Koalition ein, Begin und Josef Sapir von den Liberalen wurden Minister ohne Geschäftsbereich.
Auch nach den Neuwahlen im Jahre 1969 blieb die Cherut noch eine weitere Amtszeit an der Regierung, trat aber 1970 wegen des Rogers-Planes aus der Regierung aus. Im Jahre 1973 kam es zu einer weiteren Vereinigung, und Gachal bildete mit anderen konservativen Parteien den Likud, aber auch diesmal blieb die Cherut die bestimmende Kraft. Im Jahre 1977 konnte sie als Teil des Likud-Bündnisses die Wahl gewinnen und trat damit aus der Rolle der Oppositionspartei heraus. Begin und seine Nachfolger im Amt des Parteichefs der Likud-Partei, wie Jitzchak Schamir, kamen aus der Cherut. Im Jahre 1988 vereinigten sich die Parteien des Likud-Bündnisses auch formell und die Cherut hörte auf, unabhängig zu existieren.
Nachdem die Partei ihre Unabhängigkeit verloren hatte, wurde sie im Jahre 1998 von nationalistischen Likud-Abweichlern wiedergegründet. Die neue Cherut (Cherut haChadasch) (siehe Cherut, die nationale Bewegung) wurde von Benny Begin und später von Michael Kleiner angeführt. Nach zwei erfolglosen Knesset-Wahlen 2003 und 2006 gingen die beiden jedoch wieder vor der Knesset-Wahl 2009 zum Likud, und Cherut trat nicht mehr an.
Die Anzahl der Sitze in der Knesset:
| Cherut     | Cherut     | Cherut     | Cherut     | Cherut     | Gachal     | Gachal     | Gachal     |
| ---------- | ---------- | ---------- | ---------- | ---------- | ---------- | ---------- | ---------- |
| 1. Knesset | 2. Knesset | 3. Knesset | 4. Knesset | 5. Knesset | 5. Knesset | 6. Knesset | 7. Knesset |
| 14         | 10         | 15         | 18         | 18         | 22         | 27         | 29         |